# Max Jacobson
Max Jacobson, wł. Mosze Jacobson ps. Dr. Feelgood i Miracle Max (ur. 3 lipca 1900 r. w Fordonie, zm. 17 grudnia 1979 r.) – niemiecki lekarz działający w Stanach Zjednoczonych.

## Życiorys
Urodził się 3 lipca 1900 r. w Fordonie jako jeden z trzech synów rzeźników Louisa i Ernestyny Jacobsonów. W dzieciństwie wyjechał z rodziną do Berlina, skąd pochodziła jego matka, i tam zafascynował się medycyną i ideą stworzenia cudownego leku. Studia medyczne i praktykę zawodową odbył prawdopodobnie w Berlinie podczas I wojny światowej. Studiował u Zygmunta Freuda i Carla Gustawa Junga, zainteresował się możliwościami metamfetaminy i zaczął eksperymentować z nią na sobie, tworząc swój specyfik regenerujący, który zawierał amfetaminę, hormony zwierzęce, szpik kostny, enzymy, ludzkie łożyska, środki przeciwbólowe, steroidy i witaminy.
W 1936 r. opuścił Berlin wraz z żoną z powodu narastającej nagonki na Żydów i założył praktykę na Manhattanie w Nowym Jorku, gdzie wstrzykiwał swój produkt początkowo europejskim emigrantom, potem nowojorskim artystom, a w końcu środowisku Hollywood i Waszyngtonu. Miał wielu sławnych pacjentów, wśród których byli m.in. Yul Brynner, Truman Capote, Cecil B. DeMille, Maya Deren, Marlene Dietrich, Eddie Fisher, Alan Jay Lerner, Alfred Hitchcock, Mickey Mantle, Marilyn Monroe, Zero Mostel, Otto Preminger, Elvis Presley, Anthony Quinn, Betty Reynolds, Nelson Rockefeller i Tennessee Williams oraz liczni senatorowie, zyskując w Centralnej Agencji Wywiadowczej (Central Intelligence Agency, CIA) pseudonim Dr. Feelgood. Jacobson nie tylko robił zastrzyki, ale też uczył pacjentów samodzielnego przyjmowania narkotyku i przepisywał igły. Jacobson oferował również tzw. krem na wszystko od pryszcza do nowotworu, który zawierał bazę drogeryjną, witaminy i pozostałości z produkcji zastrzyków.
Przed debatami prezydenckimi w 1960 r. z usług Jacobsona skorzystał John F. Kennedy, otrzymując w dniu pierwszej debaty zastrzyk prosto w krtań na odmawiający posłuszeństwa głos. Rok później Jacobson był w otoczeniu prezydenta na szczycie w Wiedniu, gdzie podawał mu silne środki przeciwbólowe na ból pleców. Kuracja Jacobsona mogła powodować m.in. nadaktywność, trudności z oceną sytuacji, nerwowość i zmiany nastrojów, jednak Kennedy ignorował raporty Agencji Żywności i Leków (Food and Drug Administration, FDA), które ostrzegały przed środkami podawanymi przez Jacobsona. Łącznie do maja 1962 r. był wzywany do Białego Domu 34 razy. W 1962 r. Jacobson uległ presji Kennedy’ego i podał mu dodatkową dawkę, w efekcie czego ten zdarł z siebie ubranie i nago biegał po korytarzu hotelu. Ostatecznie nowojorski ortopeda Kennedy’ego Hans Kraus oraz lekarz Białego Domu adm. George Burkley przekonali prezydenta w grudniu 1962 r. do zakończenia stosowania specyfików od Jacobsona i rehabilitacji ortopedycznej.
Pod koniec lat 1960. pojawiły się u Jacobsona zaburzenia w zachowaniu, wynikające z zażywania amfetaminy, m.in. hiperaktywność, objawiająca się m.in. całodobową pracą. Gdy w 1969 r. w wieku 47 lat zmarł były prezydencki fotograf Mark Shaw, a sekcja wykazała śmierć na skutek ostrego i chronicznego dożylnego podawania amfetaminy, jego pracownicy przyznali się do kupowania dużych ilości amfetaminy. Trzy lata później duży artykuł demaskatorski poświęcił mu Times. W 1975 r. Bureau of Narcotics and Dangerous Drugs (poprzednik Drug Enforcement Administration, DEA) zawiesiło mu prawo wykonywania zawodu.
W 1979 r. usiłował odzyskać prawo wykonywania zawodu, ale otrzymał odmowę.
Jego syn Thomas także był lekarzem i pomagał ojcu w prowadzeniu praktyki.